# Saddam Hussain
Saddam Hussain (Karachi, 10 aprile 1993) è un calciatore pakistano, centrocampista del Larnaka e della Nazionale pakistana.

## Carriera

### Club
Nel 2011 gioca al PIA. Nel 2012 si trasferisce al Khan Research Laboratories. Nel 2014 passa al Dordoi Biškek. Nel 2015 torna al Khan Research Laboratories. Nel 2016 viene acquistato dal Larnaka.

### Nazionale
Debutta in Nazionale il 1º marzo 2011, in Pakistan-Palestina.